# 殺害
殺害（さつがい）とは動物を死亡させること。人を死亡させることを特に殺人（さつじん）と表現する。

## 概要
動物は、その生化学的な機能を有し、また生物活動をして「生きている」。動物生命に働き掛けて、その機能を破壊するなどして、生物活動を終了させる行為が殺害である。
この行為によって発生する死という状態への変化は、不可逆である。このため殺す対象によっては、取り返しのつかない犯罪行為ともみなされる。しかしその一方で、一次生産者ではない・消費者である種類の生物は、多かれ少なかれ他の生物の犠牲の上に成り立っている（→捕食）。これを指して業（ごう）という概念もある。

なお、死が様々な意味を内包しているように、人間社会でも単に生物的側面から殺害するのと、社会的に殺害するのとでは大きな違いがある。

## 人間社会での対象による扱いの違い
人間社会では、殺す対象や状況によって生じる結果は異なる。

### 人
人を殺害することを「殺人」と表現する。ほとんどの人間の社会では忌避され、また極めて重い犯罪である。しかしこれは平和な時の社会において、同等の存在である「誰か」を殺害した時に適用される（→人権）。
ただ、時代や地域に拠っては、人間観がそれぞれに異なることもあり、生物学的なヒトであっても殺害が問題視されない場合もある。例えば奴隷制のあるところでは、それら奴隷は家畜とみなされ、その生命を（処罰などで）奪うことは所有者の権利とされたケースも少なくない。また人工妊娠中絶では、「どの段階から人間と呼べるのか」という問題にも絡んで21世紀初頭の現代においても議論の的である。なお歴史を紐解けば、口減らしなど諸般の事情（主に貧困・飢餓）でまだ生産力の少ない子供や、逆に衰えていくことでやがて負担となる高齢者を、口減らしとして積極的に殺害したり、あるいはいずれ死ぬように仕向けるなどの対応が図られたケースも見出される。子殺しやうばすてやまなどを参照。
一方、社会的状況から特定の集団に属する相手側を殺害することがむしろ積極的に求められる場合もある。顕著な例として戦争の際に敵を殺害する事は、味方の社会から褒賞を持って報いられる。また、社会にとって極めて有害な活動を持って被害を与える対象（人）を殺害した場合に、その対象の犯した罪によって、殺人の罪は相殺される場合もある。特に顕著な例は、相手が自身を殺害しようという意図で攻撃してきた場合、自身の生命を守るために、相手の命を奪う行為が挙げられる（→正当防衛）。防衛か、それとも他の理由に拠る攻撃かによる事情は、客観的にその行為を評価する際において、大きな差が有ると考えられている。このほか、緊急避難の考え方では自身が生存するために他者を見殺しにしたり、あるいは他者の生存しようとする行動を妨害することで結果的に死に至らしめる「消極的な殺害行為」が結果的に容認される場合もある。こういった殺人の正当化は、常に議論の的である。社会が個人の行動（犯罪）を問題視し排除する機能として、死刑のような「刑罰として殺害すること」という社会制度もあり、こちらも議論の的となっている。
なお大抵の動物では、パニックを起こすなどして、多少自らを傷つける行動を取る事は有っても、それはむしろ自身の生存のための活動であるが、人間は自らを殺害する事もできる数少ない動物である。人間が自らを殺害する事を自殺（じさつ）という。自殺は多くの場合、何かに絶望する事によって引き起こされる。

#### 儀礼的な殺し
古くは宗教などとの関連において、儀礼的に人を殺す場合があった。生け贄・人柱・殉死などその目的や様式によって様々に名付けられる。
また、心理学では母親殺しや父親殺しに重要な意味を持たせる考えがある。ジークムント・フロイトは息子による父親殺しをエディプスコンプレックスとして重視し、カール・グスタフ・ユングは息子による母親殺しを母親から独立するための男性にとって重要な発達段階と考えた。なおこの心理学上の「殺害」は比喩的な意味を含み、その社会的な機能を主観の中で不要とする事もさす。

### 動物・家畜
野生動物を狩猟で殺害する行為は捕食（ほしょく）の延長として扱われ、家畜を殺す行為は屠殺（とさつ）という。家畜は人間の社会あるいは個人の所有物（→所有権）であるから、その生命を奪い、その肉体を食べるなり、または皮革などの部位を得ることは、多くの社会で容認されている。また捕食に関しても雑食であるとはいえ消費者であるヒトが作った社会では、食べるという基本的な生命活動であることから、その動物に特別の価値が無い限りにおいて容認される。
しかしこれらの生命は、その野生動物や家畜の所有物である。これを生存のために奪う事は「業」であるとはいえ、それらの生物から奪い去る事に他ならない。このため多くの社会では、道徳や人道の面で、それらの動物が残した肉体を十二分に活用する事で、その動物の存在に感謝するという文化を生んでいる。
他方では、この生命を捕食や皮革などの部位を得るためではなく、娯楽や、単なる憂さ晴らしのために虐待し奪う事を忌避する文化も見られる。娯楽や憂さ晴らしといった理由に拠る殺害行為では、他の犯罪行為に発展するとみる危惧もあり、動物虐待（どうぶつぎゃくたい）として罰せられる地域も多い。ただこれらは文化的要素にも関連して、一部地域にて食用とされる特定の動物に対する扱いが、他地域で問題視されるケースを含む（→捕鯨・犬食文化など）
なお、不要になったり生存させることで人間の側に害が及ぶ、あるいはまだ生きているがそこから利益が得られない、ないし致命的な状態であるため苦しませるのにはしのびないなど、諸々の事情から動物を殺害してしまうことを指して殺処分という。いわゆる動物実験にて危険な伝染病に人為的に感染させその反応を見るなどした観察対象としての実験動物や、所定の家畜に伝染し根治不能な病気に罹患した動物は、伝染病蔓延の予防という観点から処分されることもある。なおこういった「殺害して処分してしまうこと」に関しては、前述の動物虐待行為に対する忌避感にも絡んで、殺害に際しても不要に苦しませることを回避しようとする活動も見られる。ことペットやコンパニオンアニマルなど、人間と深い感情的かかわりのある動物などでは、老衰や治療不能な末期症状にあるものを、安楽死のような形でその命を失わせる場合も見られる。

### 細菌などの微生物や有害昆虫など
人間の社会では、人間にとって有害な他の生物を排除する事で、更に発展できると考えられている。特に病気を発生させる病原体や、それを媒介する生物に対する攻撃は、被害の程度によっては熾烈なものともなる。また、それらは正当化されることが多いが、生態系の破壊などの理由で問題視されるケースもある。
これらの活動は、細菌類やウイルスにおいては殺菌（さっきん）、昆虫などの虫に対しては殺虫（さっちゅう）とも呼び、殺虫の場合はこれを殺す専用の薬剤として、殺虫剤がある。なおこれらの殺菌や殺虫に用いられる薬剤は毒でもあり、種類と量によっては人間でも中毒を起こすほか、環境の中で大量に使用すれば生態系を破壊するケースもあり、『沈黙の春』など警告が成されている。

## 自然界における生物同士の殺し
前述のように、生物は生産者あるいは独立栄養生物でない限りは、他の生物あるいはその一部を食べることで自分の生命活動を維持している。そのために他の生物を殺すことを一般的な意味で捕食という。

### 「食べる」の種類
相手を殺さずに栄養を摂取するものもある。たとえば相手の生物の体の一部のみを摂取する場合はその個体の命を奪うことは直接には行わない。植食動物は大抵はそうである。また、寄生、共生、吸血などもそのような方法の一つである。
老廃物や死体を喰うのも一つの方法であるが、この場合、肉眼では確認できないが、実はそこに生活する微生物を捕食している例が少なくない。ハエは糞にたかるが、一説ではこの糞表面に繁殖している細菌を捕食しているとも見られている。

### 捕食以外の殺害
栄養摂取以外の目的で他者を殺す場合もある。たとえば同種内で争いがある場合や、他種から攻撃された場合である。しかし、多くの場合には相手を殺すには至らない。稀な例としてキリンがライオンを蹴殺したりといったケースも見られるが、これはどちらかというとキリンの自己防衛中の偶発的事故に過ぎないとみられる。
自己防衛では多くの場合に、その目的を達するのに相手を殺す必要がないこと、相手を殺すためには、相手を逃亡させるより多くの労力と危険があることから、それに至らずに決着をつけられるケースも多い。また攻撃して撃退される捕食側も、殺されるまでその場に踏みとどまるだけのリスクを負う意味が無く、攻撃して反撃されにくい個体（幼体や病気・高齢など）を狙う様式も発達している。
なお生物には、逃避や威嚇の行動や儀礼的な攻撃の様式が発達したと見られる場合もあるが、社会性昆虫では個体を犠牲にしても群れを守る行動が発達する。この場合には、防衛側・攻撃側の双方で、相手勢力の行動が継続不能になるまで続けられるため、個体間では相手を殺すまで戦う例が多く見られる。
この「逃避 / 威嚇 / 儀礼的攻撃」と「相手勢力を殲滅する」という二系統の様式は、しばしば人間の社会でも戦争という形で見出される。小規模な合戦や、それ未満のレベルでは双方の大将の生死ないし双方の政治的やり取りによって勝敗が決したことから前者的な戦争の様式であったが、古代中国や第一次世界大戦以降の戦争では、拠り巨視的なレベルで勝敗が決するため、主に後者の戦争の様式が顕著である。

### その他の様式
他に、親による子殺しや共食いなどには、生物の行動様式によってより特殊な意味があるとされる例もある。多くでは観察と実験、あるいは社会生物学などでは数理的にその様式が解き明かされているが、依然不明な行動もまま観測されており、今後の研究の待たれるところである。